# ليو لابيني
ليو لابيني هو لاعب هوكي الجليد كندي، ولد في 22 يوليو 1931 في تيميسكيمينج شورز في كندا، وتوفي في 25 فبراير 2005 بسبب سرطان.

## وصلات خارجية
- ليو لابيني على موقع دوري الهوكي الوطني (الإنجليزية)
- ليو لابيني على موقع EliteProspects.com (الإنجليزية)
- ليو لابيني على موقع Hockey-Reference.com (الإنجليزية)